# 第101號交響曲 (海頓)
D大调第101号交响曲，作品号Hob. I:101，是约瑟夫·海顿十二首伦敦交响曲中的第九首，创作于1793～1794年。因為第二樂章低音部的伴奏，充滿著規則的八分音符節奏，有如時鐘的「滴答」聲，因此又有「時鐘交響曲」的别名。

## 編制
全曲採兩管制；為木管與銅管樂器，在各聲部皆配以兩支，弦樂器不適用兩管制。
| - 木管樂器： - 2 長笛 - 2 雙簧管 - 2 單簧管 - 2 低音管 | - 銅管樂器： - 2 法國號 - 2 小號 | - 打擊樂器： - 定音鼓 | - 弦樂器： - 第一部、第二部小提琴 - 中提琴 - 大提琴 |

## 曲式
全曲分四個樂章：
- I.   慢板-急板（Adagio-Presto）

舒緩而寧靜序曲後，是具有強烈民族氣息的快板，海頓歡樂、開朗的風格貫穿第一樂章。
- II.  行板（Andante）

由大提琴與低音提琴營造出「滴答、滴答」的節奏，彷彿栩栩如生的鐘擺聲；小提琴則在這如同機械而且緩慢的節奏下，演奏出一段十分優美、典雅的旋律。
- III. 小步舞曲：小快板（Menuetto: Allegretto）

小步舞曲，使用海頓喜愛的八度跳躍技巧貫穿樂章。
- IV.  终章：有活力的（Finale: Vivace）

迴旋奏鳴曲式，表現充滿著華美、力度、剛毅、寬廣的風範，又兼民間歌曲的淳樸精華，並在激昂的氣息中輝煌結束。